# Wareshinobu
Wareshinobu (jap. 割れしのぶ wareshinobu) – fryzura noszona przez maiko w czasie pierwszych trzech lat praktyki, to znaczy do około 18. roku życia.

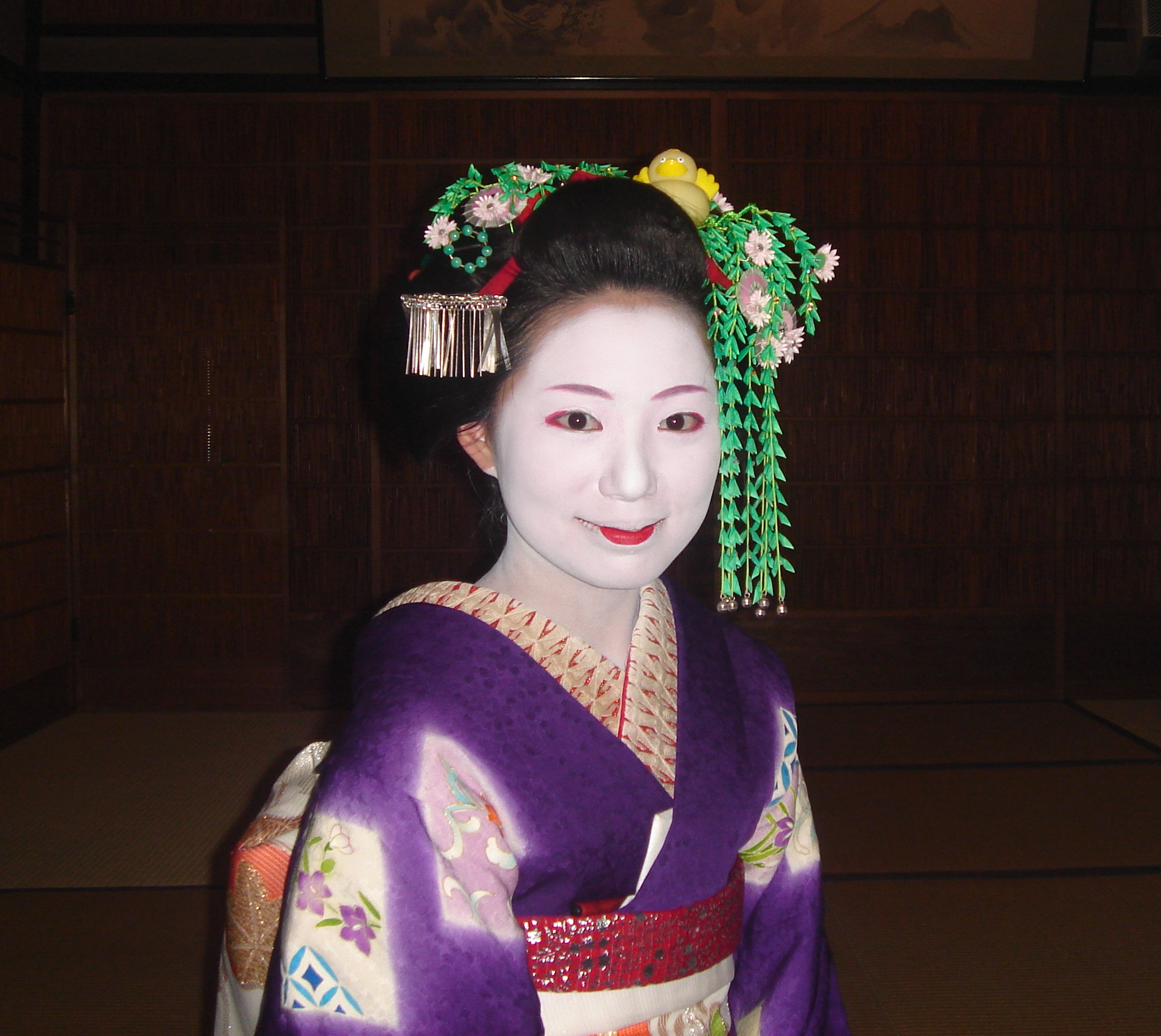
Pierwszoroczna maiko z licznymi ozdobami (gumowa kaczuszka to żart)

Cechą charakterystyczną tej fryzury jest wpleciona w kok czerwona jedwabna wstążka (kanoko) widoczna w dwóch miejscach. Kok zwieńczony jest ozdobną spinką zwaną kanoko-dome.
Do wareshinobu nosi się po lewej stronie kwiatowe ozdoby czyli hana-kanzashi (inne na każdy miesiąc) oraz tzw. ōgi-kanzashi (po prawej), czyli metalową lub srebrną wsuwkę w kształcie wachlarza z zawieszonymi na niej brzęczącymi metalowymi paskami. Nad ōgi-kanzashi noszona jest mała ozdoba dowolnego kształtu zwana maezashi. Maiko z Gion Kobu noszą okrągłe, zielone maezashi - tsunagi dango.
Na uroczyste okazje do wareshinobu zakłada się szylkretowe ozdoby.
Po ukończeniu trzeciego roku nauki wareshinobu zmienia się na ofuku.